# Zaprešić
Zaprešić  è una città della Croazia di 23 125 abitanti della Regione di Zagabria.

## Sport

### Calcio
La squadra principale della città è il Nogometni Klub Inter Zaprešić. Attualmente la squadra gioca in 1 HNL.